# 姚村镇 (定兴县)
姚村镇，是中华人民共和国河北省保定市定兴县下辖的一个乡镇级行政单位。
2016年8月22日，河北省民政厅批复同意撤销姚村乡，设立姚村镇，镇人民政府驻姚村五一路18号。

## 行政区划
姚村镇下辖以下地区：
姚村、西李家庄村、辛木村、一间房村、仪封村、侯家庄村、北城村、西马家庄村和留村。